# Amblyeleotris novaecaledoniae
Amblyeleotris novaecaledoniae är en fiskart som beskrevs av Goren, 1981. Amblyeleotris novaecaledoniae ingår i släktet Amblyeleotris och familjen smörbultsfiskar. Inga underarter finns listade i Catalogue of Life.